# Agano (kryssare)
Agano (能代) var en lätt kryssare av Agano-klass som byggdes för den kejserliga japanska flottan under andra världskriget. Hon färdigställdes 1942 och eskorterade en truppkonvoj till Nya Guinea i december. I början av 1943 deltog fartyget i Operation Ke, evakueringen av japanska trupper från Guadalcanal. Sex månader senare transporterade Agano trupper och förnödenheter till Nya Guinea och hon spelade en mindre roll i slaget vid Empress Augusta Bay i början av november. Några veckor senare skadades fartyget svårt av amerikanska flygattacker och hon seglade till Truk för egen maskin följande dag. På vägen dit torpederades Agano av en amerikansk ubåt och fick bogseras till sin destination. Efter flera månaders reparationer avgick hon till Japan, men hittades och sänktes av en annan amerikansk ubåt i februari 1944. De flesta ur hennes besättning räddades av hennes eskorterande jagare, men det fartyget sänktes med förlusten av de flesta av hennes besättning och alla Aganos överlevande genom ett amerikanskt flyganfall dagen därpå.

## Design
Designen av Agano-klassen baserades på teknik som använts på den experimentella kryssaren Yūbari, vilket resulterade i en graciös och renodlad däckslinje och en enda skorsten.
Noshiro var bestyckad med sex 15,2 cm Typ 41-kanoner i tre dubbeltorn. Den sekundära beväpningen bestod av fyra Typ 98 7,6 cm allmålskanoner som utformats specifikt för klassen, i två tvillingtorn mittskepps. Luftvärnet inkluderade två trippelmonterade 25 mm luftvärnskanoner framför bryggan, och två dubbla 13 mm kulsprutor nära masten. Noshiro hade också två fyrdubbla torpedtuber för Typ 93 (Long Lance) torpeder placerade under flygdäcket. Torpedtuberna var monterade på mittlinjen, vilket var vanligare hos jagare, och hade ett system för snabb omladdning med åtta reservtorpeder. Genom att vara monterade på mittlinjen kunde de dubbla torpedtuberna avfyra antingen babord eller styrbord, vilket innebar att en hel bredsida med åtta torpeder kunde avfyras, medan ett fartyg med separata avfyrare till babord och styrbord bara kan avfyra hälften av sina torpeder åt gången. Två sjunkbombsrälsar och 18 sjunkbomber installerades också i aktern. Noshiro var också utrustad med två Aichi E13A-flygplan och hade ett flygdäck med en katapult.

## Konstruktion och tjänstgöring
Agano kölsträcktes vid varvet i Sasebo den 18 juni 1940, sjösattes den 22 oktober 1941 och färdigställdes den 31 oktober 1942. Hon användes som flaggskepp för 10:e jagarskvadronen (Sentai 10) i Tredje flottan den 20 november efter att ha blivit klar. Fartyget lämnade Kure sex dagar senare och anlände till Truk i Karolinerna den 1 december där konteramiral Susumu Kimura hissade sin flagga ombord dagen därpå. Den 16 december eskorterade Agano hangarfartyget Jun'yō och en truppkonvoj till Wewak och Madang på Nya Guinea. Fartygen skyddade kortvarigt landstigningen av japanska styrkor vid Hollandia innan de återvände till Truk den 20 december.
Agano eskorterade styrkorna som skyddade evakueringen av japanska trupper från Guadalcanal (Operation KE) från den 31 januari till den 9 februari 1943, under vilken 11 700 japanska soldater transporterades. Fartyget överfördes till 1:a Mobila flottan dagen därpå. Hon återvände till Kure i början av maj för sina sjötester och tilldelades sedan den Kombinerade flottan som förberedde sig för att gå till motangrepp mot den amerikanska offensiven på Aleuterna, men denna operation ställdes in efter den allierade segern på Attu den 29 maj. Agano rustades upp i Kure från den 3 juni till den 2 juli. Fartyget bytte ut sina 13,2 mm kulsprutor mot ett par dubbelmonterade typ 96 25 mm-luftvärnskanoner och ytterligare ett par trippelmonterade 25 mm-fästen lades till midskepps, vilket gav fartyget totalt sexton 25 mm-kanoner.
Agano avgick till Truk den 9 juli och eskorterade den 1:a hangarfartygsdivisionen med trupper och förnödenheter. Trots många iakttagelser av amerikanska ubåtar och en attack mot hangarfartyget Zuihō nådde konvojen fram till Truk den 15:e dagen. Agano hjälpte till att transportera trupper och förnödenheter till Rabaul den 19-26 juli. Som svar på den amerikanska hangarfartygsattacken på Tarawa den 18 september, skickades fartyget ut och en stor del av flottan till Enewetak för att söka efter de amerikanska styrkorna innan de återvände till Truk den 23 september, efter att ha misslyckats med att lokalisera dem. Japanerna hade avlyssnat en del amerikansk radiotrafik som tydde på en ny attack mot Wake Island, och den 17 oktober seglade Agano och större delen av flottan till Enewetak för att vara i en position där de kunde skära av en sådan attack, men ingen attack ägde rum och flottan återvände till Truk.

### Slaget vid Empress Augusta Bay

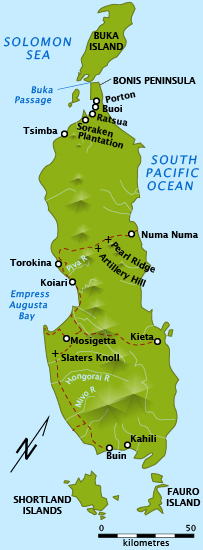
En karta som visar Bougainville

Fartyget, som nu var konteramiral Morikazu Osugis flaggskepp, lämnade Truk den 30 oktober för Rabaul precis när amerikanerna förberedde sig för att invadera Bougainville den 1 november. Japanerna försökte störa landstigningen natten till den 1/2 november med en styrka bestående av två tunga kryssare, två lätta kryssare, däribland Agano, och sex jagare under befäl av konteramiral Sentarō Ōmori. De japanska fartygen hade upptäckts av amerikanskt flyg omkring kl. 21.00 och Task Force 39, som bestod av fyra lätta kryssare och åtta jagare, fick order om att attackera dem.
Omori placerade sina skepp i tre förskjutna kolonner; de yttre leddes av en av de lätta kryssarna, följt av tre jagare och de två tunga kryssarna i mitten. Osugi i Agano ledde den sydligaste kolonnen som följde efter huvudgruppen. Ett av sjöflygplanen hävdade att det hade upptäckt en kryssare och tre jagare 20 nmi (37 km) söderut kl. 01:20 och Ōmori beordrade sina fartyg att göra en 180-graders manöver som var avsedd att vinna tid för piloten att spana över Empress Augusta Bay efter amerikansk sjöfart. Mindre än en timme senare rapporterade han att amerikanska transportfartyg trängdes i bukten; lotsen hade faktiskt upptäckt tre minfartyg och deras jagareskort som lämnade bukten. Omori beordrade sina fartyg att ändra kurs klockan 02:25. I mörkret, och med de flesta fartyg utan radar, blev den japanska formationen av tre kolonner oordnad av manövrerna och befälhavarna förlorade kontrollen över var deras fartyg befann sig i förhållande till varandra.
Amerikansk radar upptäckte japanerna på ett avstånd av 33 000 meter kl. 02:27 och konteramiral Aaron Merrill, befälhavare för styrkan, beordrade sina jagare att attackera med sina torpeder medan hans kryssare höll sig undan för att undvika de japanska torpederna och skulle öppna eld när torpederna träffade sina mål för att behålla överraskningsmomentet. Den första divisionen av fyra jagare avfyrade en salva på 25 torpeder kl. 02.46, men de upptäcktes när de vände bort och japanerna vände sig mot torpederna för att göra sig till mindre mål. Deras manövrerande fick Merrill att tro att hans fartyg hade upptäckts och den första av hans kryssare öppnade eld mot den lätta kryssaren Sendai, som ledde den nordligaste kolonnen, tre minuter senare.
De japanska fartygens plötsliga manövrer, både för att undvika de amerikanska torpederna och för att avfyra sina egna, ledde till en kollision och flera nära sammanstötningar i början av slaget. De flesta av de amerikanska kryssarna sköt mot de tunga kryssarna i mittkolonnen vid 03:05 och Omori vände bort i en 270 graders sväng som skar över vägen för Aganos kolonn. Den tunga kryssaren Myōkō rammade och förstörde jagaren Hatsukaze medan den tunga kryssaren Haguro nästan träffade jagaren Wakatsuki. Då Omori felaktigt trodde att han hade sänkt tre av de amerikanska kryssarna beordrade han sina fartyg att upphöra med eldgivningen klockan 03:29 och vände bort för att avbryta eldgivningen fyra minuter senare. Osugi, som efter kollisionen hade hållit sina fartyg på den på den andra sidan av de tunga kryssarna, avfyrade en sista salva med åtta torpeder kl. 03.40, som alla missade.
Efter att ha återvänt till Rabaul missades Agano nästan av en bomb när hangarfartygen USS Saratoga och USS Princeton attackerade hamnen den 5 november. Bomben skadade en luftvärnskanon och dödade en besättningsman. Agano och hennes syster Noshiro stack ut till sjöss följande dag för att förstöra de amerikanska styrkorna nära Empress Augusta Bay, men detta ställdes in och fartygen återvände till Rabaul den 7 november. Fyra dagar senare anföll de amerikanska hangarfartygen i Task Group 50.2 Rabaul. Agano träffades av en Mark 13-torped som sprängde bort den yttersta ändan av hennes akter och böjde hennes bakre propelleraxlar. Fartygets roder skadades inte, även om Osugi skadades i attacken. Efter att nödreparationer utförts av fartygets besättning lämnade Agano Rabaul för egen maskin nästa dag, eskorterad av jagaren Urakaze. Inte långt efter avfärden observerades fartygen av den amerikanska ubåten USS Scamp, som avfyrade sex torpeder. En av dem träffade kryssaren mittskepps och översvämmade alla pannrum, vilket slog ut all ström. Medan besättningen försökte reparera skadorna försökte ubåten Albacore attackera, men hindrades av sjunkbomber från Urakaze. Noshiro och den lätta kryssaren Nagara beordrades till hennes hjälp den 13:e och hennes syster tog Agano på släp vid sin ankomst. Bogseringen skiljdes åt följande dag och Nagara tog över uppgiften. Det skadade fartyget nådde slutligen Truk den 16 november.

### Sänkning
Tillfälliga reparationer med reparationsfartyget Akashi påbörjades omedelbart efter ankomsten och pågick fram till den 15 februari 1944. På kvällen lämnade hon Truk för att få permanenta reparationer på de japanska hemöarna, eskorterad av jagaren Oite och ubåtsjaktsfartyget CH-28. På eftermiddagen den 16 februari, cirka 160 nautiska mil (300 km) norr om Truk, attackerades Agano av ubåten Skate som avfyrade fyra torpeder. Två träffade kryssaren på styrbordssidan klockan 16:44 och översvämmade pannrum nr 2 vilket gav henne en slagsida på 12° och startade en stor brand. Fartyget översvämmades successivt och Oite räddade 523 överlevande mellan 20:00 och 23:30. Agano sjönk vid 10°11′N 151°42′Ö kl. 01.50 den 17 februari och ströks från flottans register den 31 mars.
När Oite närmade sig Truk följande morgon sänktes jagaren av Grumman TBF Avengers från Task Force 58 i samband med Operation Hailstone, och sjönk inom några minuter, och tog med sig alla utom tjugo av sin egen besättning. Alla de besättningsmedlemmar från Agano som ursprungligen räddades gick förlorade.